# Dorothy McGuire
Dorothy McGuire, född 14 juni 1916 i Omaha, Nebraska, död 13 september 2001 i Santa Monica, Kalifornien, var en amerikansk skådespelare.
McGuire gjorde scendebut som trettonåring vid Omaha Community Playhouse mot Henry Fonda. Efter flera år vid sommarteatrar kom hon till New York, där hon medverkade i radiopjäser innan Broadwaydebuten 1938 i Our Town. Sitt stora genombrott fick hon tre år senare i pjäsen Claudia, en framgång som hon upprepade på film 1943.
Genom åren vann hon stor respekt och beundran som en mogen aktris som utstrålade vänlighet, värme och inre skönhet i gripande men oglamorösa rollporträtt. Bland hennes bästa roller var som den stumma tjänsteflickan i Spiraltrappan. Hon nominerades för en Oscar 1947 för Tyst överenskommelse. På senare år medverkade hon mycket i TV.
Hennes privatliv kännetecknades av tillbakadragenhet och undvikande av publicitet. Från 1943 var hon gift med den kände stillbildsfotografen John Swope (1908–1979; han arbetade bland annat för tidskriften Life) och de fick en son och en dotter. McGuire följde ofta med sin make på hans uppdrag världen över.
McGuire har en stjärna för insatser inom film på Hollywood Walk of Fame vid adressen 6933 Hollywood Blvd.

## Filmografi i urval
- 1943 – Claudia
- 1945 – Det växte ett träd i Brooklyn
- 1945 – Spiraltrappan
- 1945 – Själens ögon
- 1947 – Tyst överenskommelse
- 1951 – En cowboy med lasso
- 1954 – Tre flickor i Rom
- 1956 – Folket i den lyckliga dalen
- 1957 – Old Yeller klarar allt
- 1959 – Sista sommarlovet
- 1960 – Mörkret i trappan
- 1960 – Skeppsbrott i Söderhavet
- 1965 – Mannen från Nasaret
- 1976 – De fattiga och de rika (TV-serie)
- 1988 – I Never Sang for My Father (TV-film)
- 1990 – Hallmark Hall of Fame
- 1990 – The Last Best Year (TV-film)